# Jean Calvin Aba'a Oyono
Jean Calvin Aba'a Oyono est un universitaire et juriste camerounais, agrégé en droit public et enseignant à l’Université de Yaoundé II. Il est également consultant indépendant spécialisé en contentieux administratif et constitutionnel.

## Biographie

### Enfance, éducation et débuts
Jean Calvin Aba'a Oyono est un universitaire camerounais. Après des études approfondies en droit public, il a réussi l'agrégation, ce qui lui permet d'enseigner à un niveau universitaire élevé. Dans une interview, Jean Calvin Aba'a Oyono a déclaré : « Il n’y a aucune relation hiérarchique de subordonné à supérieur entre la Fédération et l’Etat », soulignant ainsi sa vision sur la nature des relations politiques et juridiques au Cameroun. Spécialisé en droit public. Il est notamment agrégé en droit public, une distinction qui atteste d'un haut niveau d'expertise et de compétence dans cette discipline. Il enseigne principalement le droit constitutionnel et le droit administratif à l’Université de Yaoundé II, l'une des principales institutions d'enseignement supérieur au Cameroun. Son travail académique et ses interventions publiques montrent qu'il est un expert reconnu dans les questions relatives à la structure politique et juridique du Cameroun, notamment dans le contexte des relations entre la Fédération et l'État II.

### Activités professionnelles
En parallèle de son activité universitaire, il exerce comme expert indépendant en contentieux public (cabinets de conseil en droit public et administratif à Yaoundé).

## Tribune et prises de positions
Aba'a Oyono est régulièrement invité dans les médias pour commenter les questions constitutionnelles et politiques camerounaises.
Il se déclare membre d'aucun parti politique, mais proche de son enseignant Maurice Kamto.
Ses interventions récentes sont consacrées notamment à :
- La dénonciation du contrôle excessif de l’État sur les fédérations sportives, notamment la Fecafoot[1].
- Un plaidoyer pour la retraite politique du président Paul Biya, considéré comme un appel à éviter une humiliation en 2025[1].
- Son engagement sur les réseaux sociaux et dans les médias audiovisuels : interventions sur Équinoxe TV, notamment pour dénoncer des pratiques tribalistes de l’État et appeler à une réforme constitutionnelle[3],[4],[5].

Il est auteur de plusieurs ouvrages, :